# Giorgio Furlan
Giorgio Furlan (Treviso, Vèneto, 9 de març de 1966) va ser un ciclista italià que fou professional entre 1989 i 1998. Durant la seva carrera professional aconseguí més de vint victòries, sent les més importants una Volta a Suïssa (1992), una Tirrena-Adriàtica (1994), una Milà-Sanremo (1994) i dues etapes del Giro d'Itàlia, a banda d'un Campionat d'Itàlia (1990).
La seva carrera esportiva va quedar tacada per la xacra del dopatge, en ser acusat pel CONI el 7 de gener de 2000, un cop ja retirat, de dopatge sanguini.

## Palmarès
- 1986
  - 1r al Giro del Medio Brenta
  - 1r al Trofeu Gianfranco Bianchin
- 1987
  - 1r al Gran Premi de Poggiana
- 1988
  - 1r al Giro d'Úmbria
  - 1r a la Milà-Rapallo
- 1990
  -  Campió d'Itàlia en ruta
  - 1r al Gran Premi Ciutat de Camaiore
- 1991
  - 1r a la Coppa Bernocchi
- 1992
  - 1r a la Volta a Suïssa i vencedor d'una etapa
  - 1r al Giro de Toscana
  - 1r a la Fletxa Valona
  - Vencedor d'una etapa al Critèrium International
  - Vencedor d'una etapa al Giro d'Itàlia
- 1993
  - 1r al GP Farra d'Alpago
  - Vencedor d'una etapa al Giro d'Itàlia
  - Vencedor d'una etapa a la Volta a Suïssa
- 1994
  - 1r a la Milà-Sanremo
  - 1r a la Tirrena-Adriàtica i vencedor de 3 etapes
  - 1r al Trofeu Pantalica
  - 1r al Critèrium International i vencedor d'una etapa
  - Vencedor d'una etapa a la Setmana Siciliana
  - Vencedor d'una etapa al Tour de Romandia
- 1995
  - Vencedor d'una etapa a la Volta a Suïssa
  - Vencedor d'una etapa a la Volta a Galícia

### Resultats al Giro d'Itàlia
- 1990. 126è de la classificació general
- 1991. 60è de la classificació general
- 1992. 19è de la classificació general. Vencedor d'una etapa
- 1993. 12è de la classificació general. Vencedor d'una etapa
- 1995. 24è de la classificació general
- 1996. Abandona
- 1998. 62è de la classificació general

### Resultats al Tour de França
- 1994. 58è de la classificació general
- 1997. 74è de la classificació general

### Resultats a la Volta a Espanya
- 1996. 43è de la classificació general
- 1997. 78è de la classificació general